# Доктор, доктор (телесериал, 2016)
«Доктор, доктор» (англ. Doctor Doctor) — австралийский драматический телесериал, премьера которого состоялась на телеканале Nine Network 14 сентября 2016 года.

## Сюжет
Сериал вращается вокруг талантливого и очаровательного торакального хирурга Хью Найта. Он гедонист по натуре, который, благодаря своему огромному таланту, полагает, что может жить не по правилам. Его «философия» вот-вот обернётся против него.

## В ролях
| Актёр                | Роль                 |
| -------------------- | -------------------- |
| Роджер Корсер        | Хью Найт             |
| Николь Да Силва      | Чарли                |
| Райан Джонсон        | Мэтт Найт            |
| Хэйли Макэлхинни     | Пенни                |
| Тина Бурсилл         | Мерил Найт           |
| Стив Бисли           | Джим Найт            |
| Шалом Брун-Франклин  | Аоифи (сезон 1)      |
| Белинда Бромилоу     | Бетти                |
| Мэтт Кастли          | Аякс                 |
| Хлоя Бэйлисс         | Хэйли                |
| Дэйв Истгейт         | Джой (сезон 1)       |
| Чарльз Ву            | Кен                  |
| Ангус Макларен       | доктор Ток (сезон 2) |
| Бриттани Скотт Кларк | Миа (сезон 2)        |

## Производство
Сериал выпускается компанией Essential Media и Entertainment. Его первый сезон компания создала 800 рабочих мест, а производственные расходы в Сиднее и Маджи достигли 11,6 $, а также 300,000 $ в виде грантов от Screen NSW.
28 сентября 2016 года Nine Network продлил сериал на второй сезон после показа лишь двух эпизодов. В мае 2017 года Ангус Макларен и Бриттани Скотт Кларк объявили о том, что получили основные роли во втором сезоне. Премьера второго сезона состоялась 16 августа 2017 года.
11 октября 2017 года сериал был продлён на третий сезон во время апфронта Nine Network. Его премьера состоялась в понедельник, 6 августа 2018 года, вместо предыдущего ночного слота среды.
17 октября 2018 года сериал был продлён на четвёртый сезон, премьера которого состоялась 5 февраля 2020 года.
31 марта 2020 года было объявлено, что Nine Network продлил шоу на пятый и последний сезон.